# 札幌エルプラザ
札幌エルプラザ（英: L・PLAZA）は、札幌市北区にある複合ビル。

## 概要
2003年3月竣工。札幌駅北口正面に位置し、法定再開発「北8西3西地区第一種市街地再開発事業」として事業化した。低層階には札幌市の公共施設がテナントとして入居しており、ガラスを多用した外装によって内部の市民活動が分かりやすい建物になっている。高層階は札幌市内では比較的大型となる1フロア2,000 m²を超える貸事務室を設けている。

## テナント

### 札幌エルプラザ公共4施設
- 札幌市男女共同参画センター
  - 大研修室、中研修室、研修室1〜5、特別会議室、料理実習室、託児室1〜4、男女共同参画研究室1〜4、男女共同参画ボランティア研修室、多目的フリースペース、広報スペース、ロッカーコーナー
  - ホール、出演者控室1・2、健康スタジオ1・2、音楽スタジオ1・2、和室1〜5、洋和裁室、工芸室、OA研修室、多目的室、喫茶コーナー
  - 総合案内
- 札幌市消費者センター
  - 展示コーナー、体験テスト室、商品テスト室、消費生活相談室、食材研究室、消費者サロン1・2
- 札幌市市民活動サポートセンター
  - 会議コーナー、印刷作業室、事務ブース、打合せコーナー、団体ロッカーコーナー、交流広場
- 札幌市環境プラザ
  - 展示コーナー、環境研修室1・2、ミーティングルーム
- 札幌エルプラザ情報センター

### 事務所・店舗等
- サントリーフーズ北海道支社
- サントリー酒類北海道支社札幌支店
- 共和コンクリート工業札幌本社
- データサービス札幌営業所
- NECソリューションイノベータ北海道支社
- 北海道大野病院附属 駅前クリニック
- 札幌駅前アップルレディースクリニック
- 札幌エルプラザ阿部眼科
- さっぽろ心療内科クリニック
- みらくる薬局札幌駅北口店
- 北海道複十字総合健診センター
- 蕎麦ダイニング　山わさび本店（北八条店）

## アクセス
札幌駅北口地下歩道と地下で接続している。
- 北海道旅客鉄道（JR北海道）札幌駅から徒歩約3分
- 札幌市営地下鉄南北線さっぽろ駅から徒歩約7分
- 札幌市営地下鉄東豊線さっぽろ駅から徒歩約10分